# Płaskowyż oceaniczny

Mapa pokazująca położenie płaskowyżów oceanicznych (na zielono) w rejonie Australii i Nowej Zelandii w południowej części Oceanu Spokojnego.

Płaskowyż oceaniczny (podwodny) – rozległe, stosunkowo płaskie wzniesienie, które jest wyższe od otaczającej go rzeźby terenu, z jedną lub więcej względnie stromymi ścianami.
Wyróżnia się 184 płaskowyże oceaniczne, które pokrywają obszar o łącznej powierzchni 18 486 600 km² (5,11% obszaru oceanów). Największe zagęszczenie płaskowyżów oceanicznych występuje w regionie południowego Pacyfiku wokół Australii i Nowej Zelandii (zobacz mapę).
Płaskowyże oceaniczne powstałe w obrębie dużych prowincji magmatycznych są najczęściej powiązane z plamami gorąca, pióropuszami płaszcza oraz wyspami wulkanicznymi – takimi jak Islandia, Hawaje, wyspy Republiki Zielonego Przylądka czy wyspy Kerguelena. Trzy największe płaskowyże, Karaibski, Ontong Java oraz Łańcuch Śródpacyficzny (Mid-Pacific Mountains) znajdują się na obszarach wybrzuszeń wywołanych zjawiskami geotermicznymi (thermal swells). Inne płaskowyże są jednak często zbudowane z pokruszonego materiału skalnego pochodzącego ze skorupy kontynentalnej, na przykład płaskowyż Falklandzki, Wyniesienie Lord Howe, jak również części Wyniesienia Kergueleńskiego, Grzbietu Maskareńskiego oraz niektórych grzbietów w Arktyce. Płaskowyże utworzone przez duże prowincje magmatyczne są zbudowane z rodzaju bazaltu, który na powierzchni tworzy rozległe pokrywy lawowe takie jak trapy Dekanu w Indiach czy równina rzeki Snake w USA.
W przeciwieństwie do kontynentalnej pokrywy lawowej, większość magmatycznych płaskowyżów oceanicznych przebija się przez młodą i cienką (6-7 km) warstwę minerałów maficznych, dzięki czemu skały je tworzące są niezanieczyszczone przez minerały femiczne. Takie płaskowyże mają najczęściej wysokość 2-3 km ponad otaczające je dno oceaniczne i są bardziej sprężyste od skorupy oceanicznej. Dzięki temu takie struktury są bardziej zdolne do spowalniania subdukcji, zwłaszcza gdy mają znaczną grubość i znajdują się w pobliżu stref subdukcji krótko po swoim powstaniu. W rezultacie, nierzadko ,,przyklejają się" do obrzeży lądów, tworząc niejako narośnięte terrany. Owe twory są przeważnie lepiej zachowane niż wystawione na działanie czynników erozyjnych kontynentalne pokrywy lawowe, przez co lepiej jest w nich zachowane świadectwo rozległych erupcji wulkanicznych w historii Ziemi. To ,,przyklejanie się" oznacza również, że płaskowyże oceaniczne mają istotny udział w powiększaniu się skorupy kontynentalnej. Ich powstawanie ma również często olbrzymi wpływ na globalny klimat, o czym świadczy przykład trzech największych i najmłodszych utworzonych płaskowyżów, pochodzących z kredy i ulokowanych na Oceanie Indyjskim i Spokojnym: płaskowyżu Ontong Java, Wyniesienia Kergueleńskiego, oraz płaskowyżu Karaibskiego.